# Skogsböleträsket
Skogsböleträsket är en sjö i kommunen Raseborg i landskapet Nyland i Finland. Sjön ligger 7,1 meter över havet. Arean är 30 hektar och strandlinjen är 3,8 kilometer lång. Sjön  ingår i Skärgårdshavets kustområde, Åland.   Den ligger omkring 99 km väster om Helsingfors. 